# Блантайър
 Тази статия е за града в Малави.  За окръга вижте Блантайър (окръг).  
Блантайър е най-големият град на Малави и административен център на област Блантайър. По данни от 2008 година в града живеят 732 518 души, от които 25 000 души са заможни, главно европейци и южноафриканци. Тук се намират главният съд на Малави, както и Президентският дворец.

## Име и развитие на Блантайър
Градът е кръстен на малко градче в Шотландия, в което е роден Дейвид Ливингстън. Развитието на Блантайър започва през колониалната епоха. През 1956 г. градът се слива със съседния си Лимбе. Всеки май тук се провежда панаир, на който се показват новостите в Малавийските земеделие, индустрия и икономика. В Блантайър се намира и Малавийската Стокова Борса. Основана е през ноември 1996 и се намира на авеню Виктория.

## Транспорт и Инфраструктура
В града има много магазини, затова често тук се срещат хора от цялата страна и от съседните страни. Също има и много пицарии, ресторанти и бутици.

### Транспорт
Транспортът е представен главно от таксита и минибусове. От града се движат влакове за по-големите градове и села. Международното летище на Блантайър е „Чилека“. От него има главно полети за Южна Африка.